# Hedychium boloveniorum
Hedychium boloveniorum är en enhjärtbladig växtart som beskrevs av Kai Larsen. Hedychium boloveniorum ingår i släktet Hedychium och familjen Zingiberaceae. Inga underarter finns listade i Catalogue of Life.